# Philipp Meyer (Politiker)
Philipp Meyer (* 29. März 1896 in Auhausen; † 29. Januar 1962) war ein deutscher Politiker der CSU.

## Leben und Beruf
Nach dem Besuch der Volksschule absolvierte Meyer, der evangelischen Glaubens war, von 1909 bis 1912 eine landwirtschaftliche Fortbildungsschule. Nach erster beruflicher Tätigkeit ging er 1913/14 auf die deutsche Müllerschule in Dippoldiswalde und war anschließend als Müllergeselle tätig. 1922 bestand er die Prüfung als Müllermeister und wurde 1931 zum Obermeister der Müllerinnung gewählt. Da er neben seinem Mühlenbetrieb auch eine Landwirtschaft betrieb, engagierte er sich auch im örtlichen Kreisvorstand des Bayerischen Bauernbundes. Meyer trat der NSDAP bei (Mitgliedsnummer 584.033) und war ab 1933 NSDAP-Kreisleiter. Gegen Kriegsende wurde Meyer wegen seiner Weigerung, sein Kreisgebiet verteidigungsbereit zu machen und die Bevölkerung zu evakuieren, von einem SS-Standgericht zum Tode verurteilt. Von 1949 an gehörte er dem Vorstand des Bayerischen Müllerbundes an. Er war zudem tätig als Kreishandwerksmeister und Ehrenmeister des deutschen Handwerks.
Meyer gehörte dem Deutschen Bundestag von 1953 bis zu seinem Tode an. Er vertrat den Wahlkreis Donauwörth im Parlament.